# Tie Break
Tie Break war eine österreichische Boyband und Teilnehmer am Eurovision Song Contest 2004.

## Geschichte
Das neugegründete Gesangstrio setzte sich im nationalen Vorentscheid gegen neun weitere Kandidaten durch und vertrat Österreich beim Eurovision Song Contest 2004 in Istanbul mit ihrer Ballade Du bist. Der Song landete in der Endauswertung auf dem 21. Platz als Viertletzter. In den österreichischen Charts landete die Single auf Platz 44.
Sänger Thomas Pegram nahm 2012 an der Castingshow Deutschland sucht den Superstar teil.

## Diskografie
Singles
- 2004: Du bist (WEA Records)
- 2005: Heute wieder damals